# Cá cơm Trung Hoa
Cá cơm Trung Hoa, tên khoa học Stolephorus chinensis, là một loài cá trong họ Engraulidae.